# Teaneck
Teaneck é uma Região censo-designada localizada no estado americano de Nova Jérsei, no Condado de Bergen.

## Demografia
Segundo o censo americano de 2000, a sua população era de 39.260 habitantes.

## Geografia
De acordo com o United States Census Bureau tem uma área de
16,2 km², dos quais 15,7 km² cobertos por terra e 0,5 km² cobertos por água.

## Localidades na vizinhança
O diagrama seguinte representa as localidades num raio de 4 km ao redor de Teaneck.

## Cidadãos Famosos
-Ricky Nelson, ator e cantor dos anos 50 aos anos 80, um dos mais renomados artistas do século XX nos Estados Unidos.
-Giuseppe Rossi, jogador de futebol que atualmente defende a Genoa. Embora nascido nos EUA, Giuseppe Rossi optou por defender a cores da Itália